# Ruta 735 (Costa Rica)
La Ruta 735, oficialmente Ruta Nacional Terciaria 735, es una ruta nacional de Costa Rica ubicada en la provincia de Alajuela.

## Descripción
En la provincia de Alajuela, la ruta atraviesa el cantón de Upala (el distrito de San José (Pizote)).